# لوك هولمز
لوك هولمز (بالإنجليزية: Luke Holmes)‏ (11 مارس 1990 بأولدهام في المملكة المتحدة - ) هو لاعب كرة قدم بريطاني في مركز الهجوم. لعب مع Wilmington Hammerheads FC ‏ وFC London ‏ وFlint City Bucks ‏ وErie Commodores FC ‏.

## وصلات خارجية
- لوك هولمز على موقع قاعدة بيانات كرة القدم.إي يو (الإنجليزية)
- لوك هولمز على موقع Soccerway.com (الإنجليزية)